# Tuberculina vinosa
Tuberculina vinosa är en svampart som först beskrevs av Pier Andrea Saccardo, och fick sitt nu gällande namn av Pier Andrea Saccardo 1886. Tuberculina vinosa ingår i släktet Tuberculina och familjen Helicobasidiaceae.   Inga underarter finns listade i Catalogue of Life.